# Tărie ionică
Conceptul de tărie ionică (întâlnit mai rar și sub formă de forță ionică) a fost introdus de către Lewis și Randall în 1921, în timpul descrierii coeficienților de activitate în cazul electroliților tari. Tăria ionică în cazul unei soluții reprezintă o măsură a concentrației ionilor prezenți în acea soluție. Compușii ionici, în timpul solubilizării lor în apă, disociază în ionii componenți. Concentrația totală de electrolit în soluție afectează în mod direct proprietăți importante ale soluției, precum constanta de disociere, solubilitatea diferitelor săruri și chiar tăria ionică. 
Tăria ionică se poate exprima în termeni de molaritate (mol/L) sau molalitate (mol/kg solvent), așadar acest aspect trebuie specificat pentru înlăturarea confuziilor.

## Cuantificare
Tăria ionică molară a unei soluții, I, este dependentă de concentrația tuturor ionilor prezenți în acea soluție.
{\displaystyle I={\begin{matrix}{\frac {1}{2}}\end{matrix}}\sum _{i=1}^{n}c_{i}z_{i}^{2}}
unde:
- fracția 1/2 apare în formulă deoarece sunt incluși atât cationii, cât și anionii,
- ci este concentrația molară a ionului i (M, mol/L),
- zi este sarcina ionului.

Pentru un electrolit de tipul 1:1, precum este clorura de sodiu, caz în care fiecare ion are sarcina 1, tăria ionică va fi egală cu concentrația. Pentru un electrolit de tipul MgSO4, totuși, în care fiecare ion are sarcina 2, tăria ionică a soluției va fi de patru ori mai mare decât valoarea concentrației echivalente clorurii de sodiu:
{\displaystyle I={\frac {1}{2}}[c(+2)^{2}+c(-2)^{2}]={\frac {1}{2}}[4c+4c]=4c}